# Heterospilus hemitestaceus
Heterospilus hemitestaceus är en stekelart som beskrevs av Sergey A. Belokobylskij 1996. Heterospilus hemitestaceus ingår i släktet Heterospilus och familjen bracksteklar. Inga underarter finns listade i Catalogue of Life.